# 宁夏银行
宁夏银行是中国一家地方性股份制商业银行，总部位于中国宁夏回族自治区银川市，创立于1998年，其前身为银川市商业银行，2007年更名为宁夏银行。宁夏银行现时拥有49家分支机构，经营网点遍布宁夏回族自治区全境，并在天津市、西安市设有分行。2014年7月1日15时37分至7月3日5时40分出现37小时的业务中断事故。（页面存档备份，存于）

## 外埠分行
- 2009年12月8日，宁夏银行西安分行开业，率先在西北城市商业银行中跨省（区）设立分支机构。
- 2011年4月28日，宁夏银行天津分行开业，跨区域经营战略进一步推进。

## 现状
截至目前（2012年），全行拥有员工近2500人，其中大学本科及以上学历人员占比83%，具有中级职称以上人员占比23%，员工平均年龄32.6岁。全行下辖49家分支机构
- 宁夏境内42家支行
- 宁夏境内1家营业部
- 宁夏境内1家小企业信贷中心

区外
- 西安1家分行，2家支行
- 天津1家分行，1家支行

截至2012年末，全行资产总额677.4亿元，各项存款余额560.8亿元，各项贷款余额361.9亿元

## 特色业务
2009年，宁夏银行获批试点开展伊斯兰金融业务，成为中华人民共和国境内首家开展伊斯兰金融业务的商业银行。